# Мімір
Мімір (ісл. Mímir) — у скандинавській міфології — велетень, який охороняє джерело мудрості. 
Мімір живе серед асів. Бувши дипломатичним заручником ванів, через наклеп його вбили й відтяли голову. Одін пожертвував правим оком, щоб оживити його голову, і відніс її в підземну печеру біля коріння світового дерева Іггдрасілль. Там він міг радитися з розумною головою й пити воду, яка тимчасово наділяла мудрістю.
Мімір охороняє криницю, вода якої дає тому, хто її випив, знання. Він не дає нікому пити з цього колодязя просто так. За легендами, Одін, щоб знайти мудрість, пожертвував своїм правим оком саме заради цього.